# Europe by Satellite
European Broadcasting Service (EBS, fruher Europe by Satellite, EbS)  ist ein TV-Informationsdienst der Europäischen Kommission.
Er wurde 1995 gegründet und liefert TV- und Radiosendern Bild und Ton in 21 Sprachen. Das Programm besteht aus einer Mischung von Liveübertragungen, Videorohmaterial und fertiggestellten Programmen über EU-Themen, die von verschiedenen EU-Institutionen und Direktoraten sowie von anderen Sendern produziert worden sind. Es kann über unverschlüsselte Satellitensignale und über das Internet empfangen werden. Der Service dient hauptsächlich Mitarbeitern von Medienunternehmen.

## Dienstleistungen
- Interinstitutionale Inhalte von der Europäischen Kommission, dem Europäischen Parlament, dem Rat der Europäischen Union, der Europäischen Zentralbank und anderen Institutionen
- Ein interinstitutionaler Herausgeberausschuss legt die Prioritäten für die Übertragung von Nachrichten fest und koordiniert den gemeinsamen Betrieb.
- Liveübertragung von Ereignissen, Pressekonferenzen, Briefings, Plenarsitzungen des EPs, Zeremonien
- Videorohmaterial, Videopressemitteilungen und Programme, die von den Dienststellen der Europäischen Kommission und anderen EU-Institutionen produziert worden sind, Programme von Netzwerken regionaler und einheimischer Fernsehsender
- Das Material auf EbS darf von Medienunternehmen nach Belieben verwendet werden
- Teletext mit Informationen über das Programm des Europäischen Parlaments
- Online-Livestream von EBS
- Online TV-Sendequalität und Radiodateien